# 圣莱奥纳尔 (瑞士)
圣莱奥纳尔（法语：Saint-Léonard）是瑞士的城鎮，位於該國南部，由瓦萊州負責管轄，面積3.9平方公里，海拔高度498米，2011年人口2,137，九成人口信奉羅馬天主教，人口密度每平方公里548人。

## 外部連結
- Official website（页面存档备份，存于） （法文）